# Gymnocalycium ochoterenae
Gymnocalycium ochoterenae är en kaktusväxtart som beskrevs av Curt Backeberg. Gymnocalycium ochoterenae ingår i släktet Gymnocalycium och familjen kaktusväxter. Inga underarter finns listade i Catalogue of Life.

## Bildgalleri

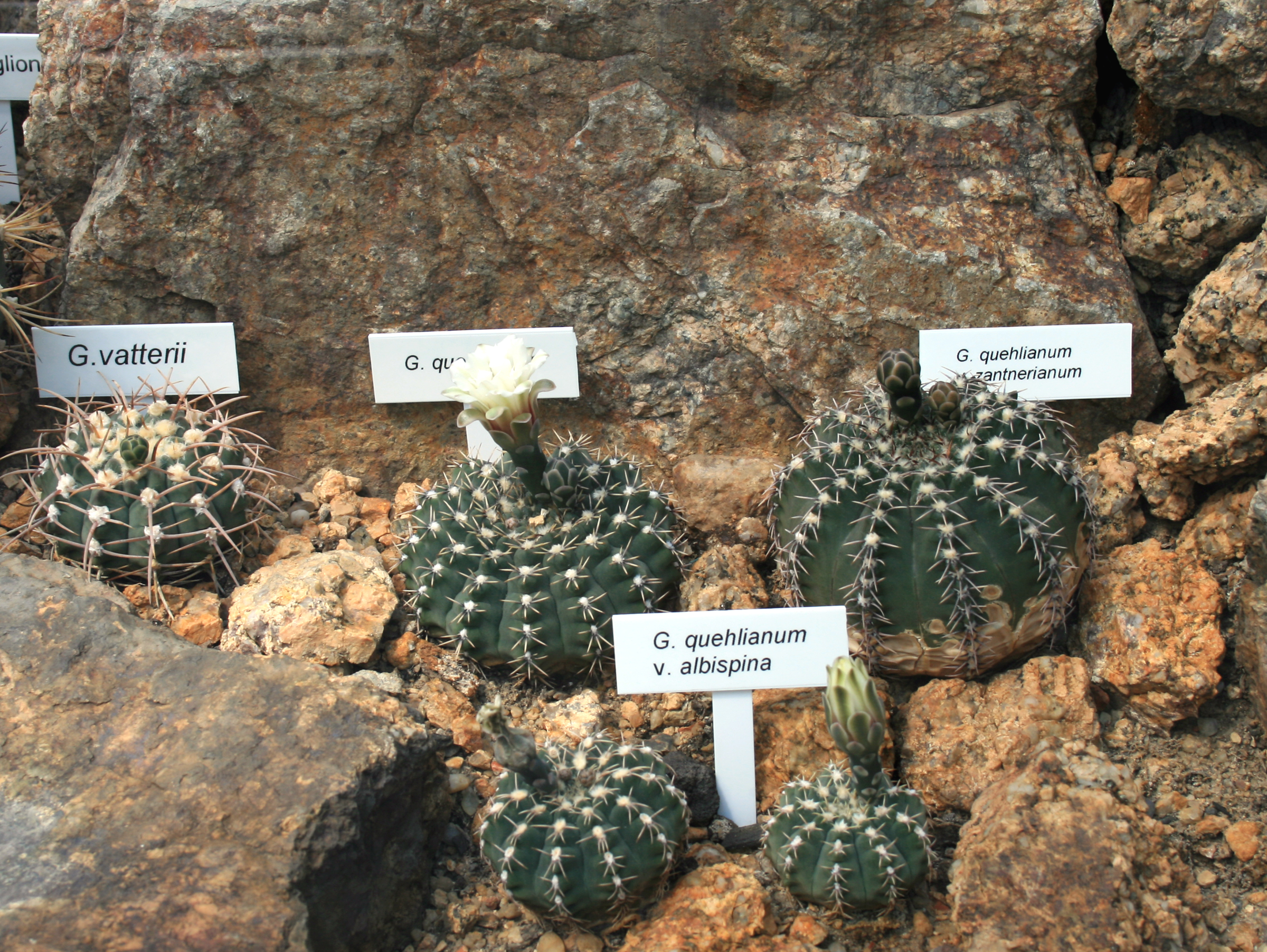
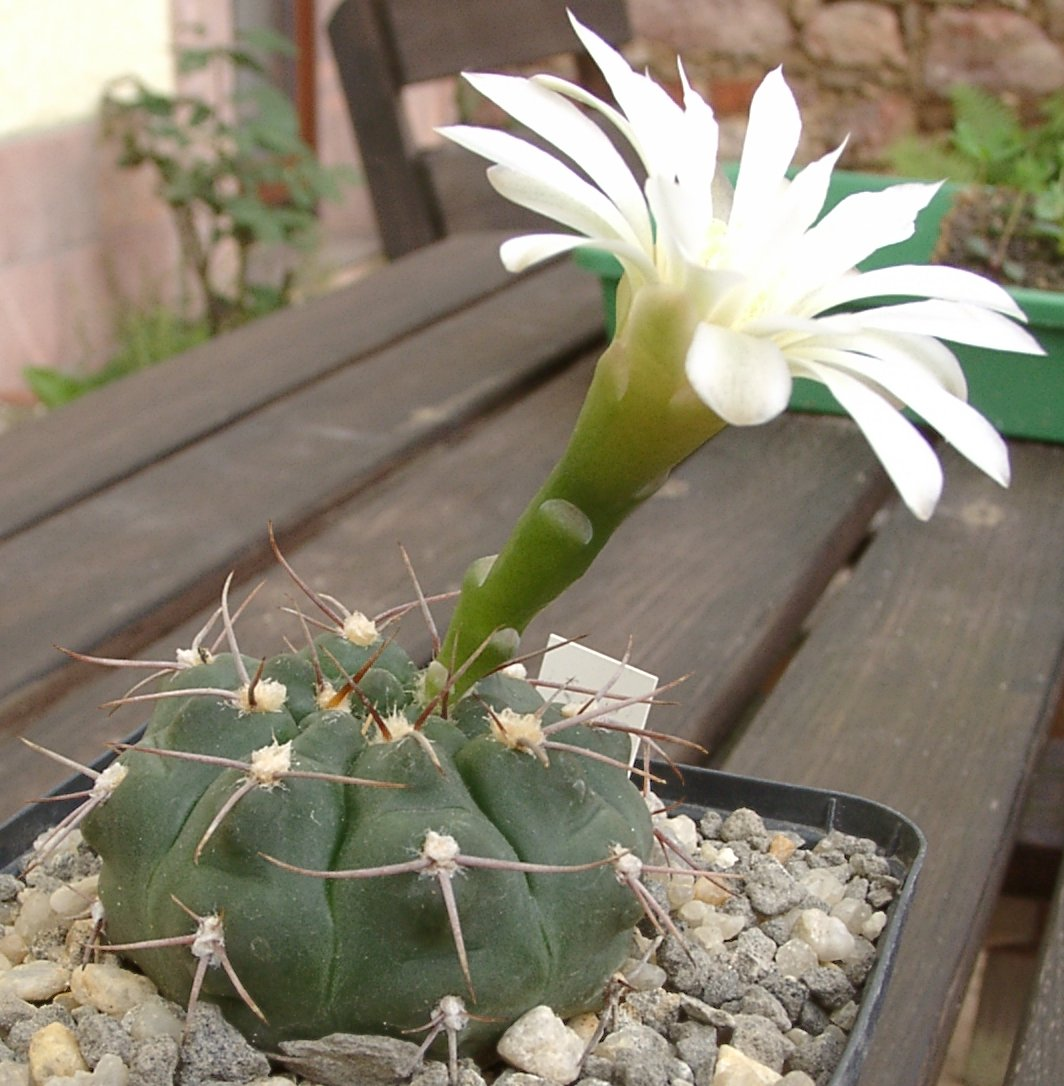
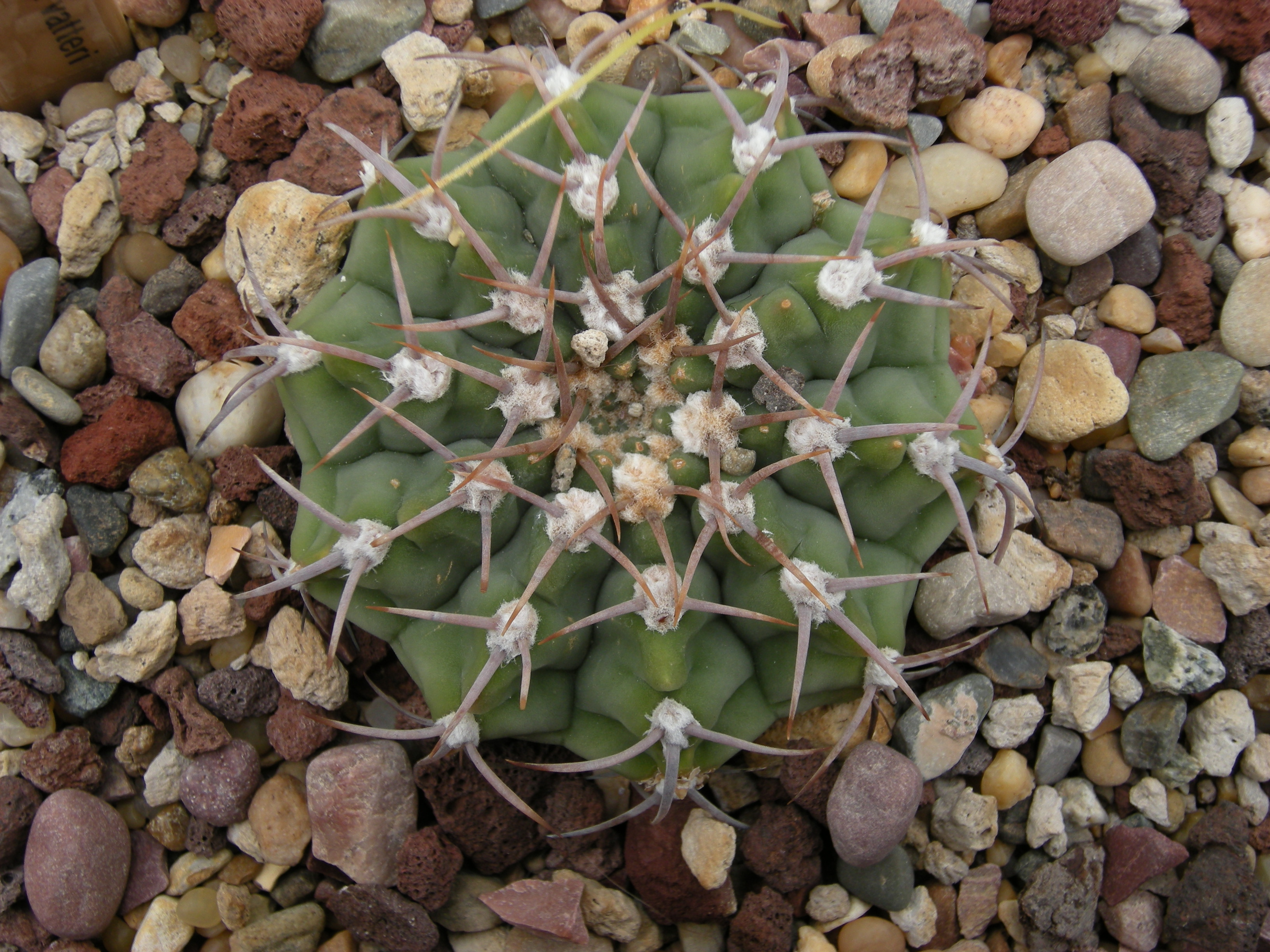
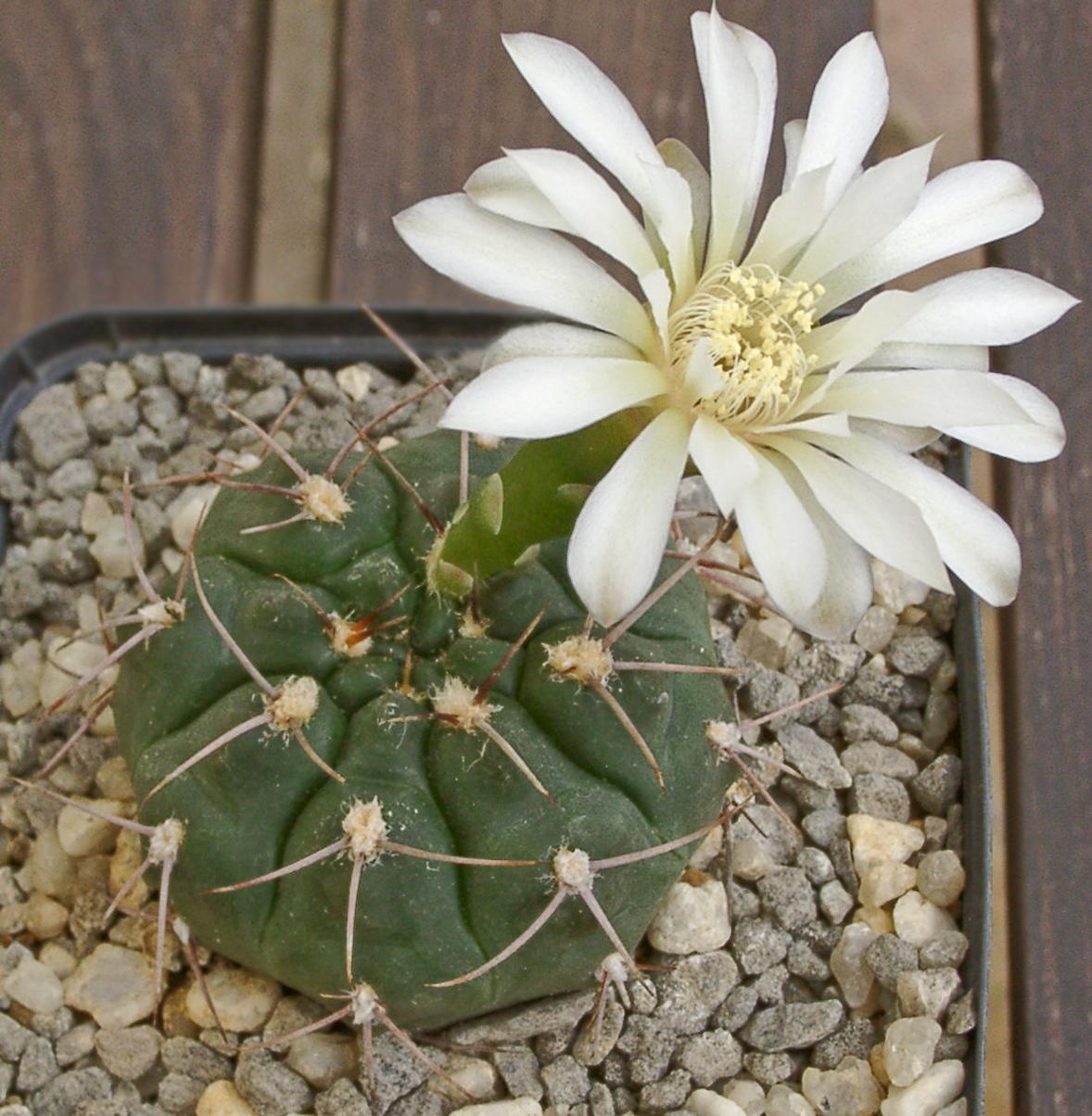